# Tang Hongbo
Tang Hongbo (chinois : 汤洪波), né en octobre 1975, est un astronaute chinois. Il décolle pour son premier vol spatial le 17 juin 2021 avec Shenzhou 12 vers la station spatiale chinoise où il demeure jusqu'à son retour le 17 septembre suivant.

## Biographie

### Jeunesse et formation
Tang Hongbo est né en octobre 1975 dans le village de Feilun (飞轮 村, aujourd'hui Feilan ou 飞 栏 村) à l'ouest de la grande communauté de Yunhuqiao (云 湖 桥镇) du district de Xiangtan dans la province du Hunan, au centre de la Chine. Il est l'aîné des deux fils des fermiers Tang Haiqiu (汤海秋, né en 1948) et Wu Lanqing (伍兰清, née en 1951). Tang Hongbo était considéré comme un enfant calme, il a dû aider à la ferme dès son plus jeune âge en plus de l'école. Au lycée, il était bon en sport, en particulier en basket-ball, mais sinon ses performances étaient plutôt moyennes. Néanmoins, il réussit l'examen d'entrée à l'académie militaire.

### Carrière militaire
En septembre 1995, il rejoint l'Armée populaire de libération et suit une formation de pilote de chasse. En avril 1997, Tang Hongbo a rejoint le Parti communiste chinois. Dans l'armée de l'air de la République populaire de Chine, il a effectué 1 159 heures de vol sans accident, pour lesquelles il a reçu l'insigne de pilote d'avion militaire de niveau I. Son dernier poste dans la force aérienne était le commandement d'un groupe aérien.

### Carrière d'astronaute
Le 7 mai 2010, Tang Hongbo a été accepté dans le Corps spatial de l'Armée populaire de libération après un processus de sélection en plusieurs étapes. Il a terminé la formation complète de quatre ans et en mai 2016, avec son collègue Deng Qingming, qui avait neuf ans de plus que lui, a été sélectionné par le groupe de sélection de 1998 comme l'une des deux équipes possibles pour la mission Shenzhou 11. Tang Hongbo et Deng Qingming se sont également rendus au cosmodrome de Jiuquan en octobre 2016. Dans cette mission, la sélection de l'équipage a été déterminée en amont, et les deux hommes ne devaient être envoyés dans l'espace que si l'un des membres de l'équipage sélectionné, Jing Haipeng et Chen Dong, était tombé malade mais cela ne s'est pas produit et ils sont donc partis pour un séjour d'un mois dans la station spatiale Tiangong 2.
Les tâches de la mission Shenzhou 12, au cours desquelles les systèmes techniques de la station spatiale chinoise devaient être vérifiés et les opérations des engins spatiaux à effectuer, sont encore plus exigeantes que celles de Shenzhou 11. Ici aussi, la division équipage a eu lieu un an et demi avant le début prévu - en décembre 2019 - avec lui, les astronautes ont pu se préparer minutieusement à la mission. Tang Hongbo était séparé de ses collègues experts en espace Nie Haisheng et Liu Boming. Comme il est de coutume avec le Corps spatial de l'Armée populaire de libération, deux équipes permanentes se sont toujours entraînées en parallèle et selon le même programme jusqu'au bout. Un jour seulement avant le départ, il a été décidé laquelle des deux équipes devrait voler vers la station spatiale le 17 juin 2021.